# Lundalmsguldmal
Lundalmsguldmal (Phyllonorycter schreberellus) är en fjärilsart som först beskrevs av J.C.Fabricius 1781.  Lundalmsguldmal ingår i släktet guldmalar, och familjen styltmalar. Arten är reproducerande i Sverige.